# Friedrich Genée
Johann Friedrich Genée (* 24. Juni 1796 in Königsberg; † 4. März 1856 in Danzig) war ein deutscher Opernsänger (Bass) und -intendant.

## Leben
Genée war ein Sohn eines Kalkulator-Dirigenten der Bezirksregierung Gumbinnen. Nach Absolvierung seiner Schulzeit begann er an der Universität Königsberg Theologie zu studieren. Während seines Studiums wurde er 1817 Mitglied der Königsberger Burschenschaft. Politisch engagiert brach er sein Studium ab und schloss sich 1813 als Freiwilliger dem 2. Eskadron des „Ostpreußischen National-Kavallerie-Regiments 1813“ an. Er nahm an den Befreiungskriegen teil und wurde unter anderem in der Schlacht an der Katzbach und in der Schlacht bei Paris verwundet.
Nach den Friedensverhandlungen kehrte Genée in seine Heimatstadt zurück und studierte weiter. Während dieser Zeit trat er bereits gelegentlich im kleinen privaten Rahmen als Sänger auf. Sein offizielles Debüt erlebte er am 23. November 1818, als er in Königsberg zusammen mit Carl von La Roche auftreten konnte. Dort wurde er noch am selben Abend für zwei Jahre engagiert. Im Anschluss daran ging er zusammen mit der Schröder nach Danzig. Dort blieb er bis 1824 unter Vertrag und anschließend holte ihn Karl Friedrich Cerf an das Königstädtische Theater nach Berlin.
1826 wechselte Genée an das königl. Hoftheater nach Dresden und im darauf folgenden Jahr wurde er Mitglied des Ensembles des Stadttheaters Aachen. Dieses Ensemble unternahm er unter anderem 1830 mit der Weberschen Oper Der Freischütz eine vielbeachtete Gastspielreise nach Paris.
Mit Wirkung vom 10. Oktober 1841 betraute man Genée mit der Leitung des Danziger Stadttheaters. Im Gegensatz zu seinen hochgelobten künstlerischen Fähigkeiten waren seine wirtschaftlichen ein Desaster. Um einen Bankrott anzuwenden, übernahm Richard, einer seiner Söhne, als Geschäftsführer das Theater.
In der Rolle „Friedrich des Großen“ war Genée am 13. November 1854 zum letzten Mal auf der Bühne zu sehen. Im Alter von nicht ganz 60 Jahren starb Friedrich Genée am 4. März 1856 in Danzig und fand dort auch seine letzte Ruhestätte.

## Rollen (Auswahl)
- Stehauf – Das Fest der Handwerker (Louis Angely)
- Fritz – Die Dachdecker (Louis Angely)
- Kaspar – Der Freischütz (Carl Maria von Weber)
- Friedrich der Große – Des Königs Befehl (Karl Töpfer)
- Osmin – Die Entführung aus dem Serail (Wolfgang Amadeus Mozart)
- Richard Voll – Die Schweizer Familie (Joseph Weigl)
- General Morin – Der Pariser Taugenichts (Jean-François Bayard)
- Quasimodo – Der Glöckner von Notre-Dame (Charlotte Birch-Pfeiffer)

## Werke (Auswahl)
Verschiedentlich bearbeitete er auch Bühnenstücke anderer Autoren. Er schrieb sie entweder um oder richtete sie für seine eigenen Inszenierungen ein.
- Das Königreich der Weiber (Vinzenz Kugler)
- Arm und reich.
- Der Wagen des Emigranten (Anne-Honoré-Joseph Duveyrier)
- Philipp (Vittorio Alfieri)